# Luna (Spanien)
Luna ist ein nordspanischer Ort und eine Gemeinde (municipio) mit nur noch 675 Einwohnern (Stand: 2024) im Westen der Provinz Saragossa im Norden der Autonomen Region Aragonien.

## Lage und Klima
Der Ort Luna liegt am Río Arba de Biel ca. 67 km (Fahrtstrecke) nördlich der Provinzhauptstadt Saragossa in einer Höhe von ca.  475 m. Das Klima ist gemäßigt bis warm; Regen (ca. 535 mm/Jahr) fällt mit Ausnahme der trockeneren Sommermonate übers Jahr verteilt.

## Bevölkerungsentwicklung
| Jahr      | 1857  | 1900  | 1950  | 2000 | 2017 |
| Einwohner | 2.056 | 1.842 | 2.042 | 928  | 726  |

Die Mechanisierung der Landwirtschaft, die Aufgabe bäuerlicher Kleinbetriebe und der damit verbundene Verlust von Arbeitsplätzen führten seit der Mitte des 20. Jahrhunderts zu einem deutlichen Bevölkerungsschwund (Landflucht). Zur Gemeinde gehört auch der noch knapp 50 Einwohner zählende Weiler (pedanía) Lacorvilla; die Weiler Junez und Lacasta sind bereits aufgegeben worden.

## Wirtschaft
Jahrhundertelang lebten die Bewohner des Ortes direkt oder indirekt als Selbstversorger von der Landwirtschaft, zu der auch die Viehhaltung gehörte. Die Verarbeitung von Schafwolle war im 16. und 17. Jahrhundert ein bedeutender Wirtschaftsfaktor. Heute spielen auch Obstbäume und Weinbau wesentliche Rollen im Wirtschaftsleben des Ortes; außerdem werden Ferienwohnungen (casas rurales) vermietet.

## Geschichte
Obwohl der Ort zum Siedlungsgebiet der keltiberischen Lusonen gehörte, wurden bislang weder keltiberische noch römische oder westgotische Spuren entdeckt; allerdings befindet sich eine auf dem Gemeindegebiet gefundene jungsteinzeitliche Stele (Estela de Valpalmas) im Museo de Zaragoza. Im 8. Jahrhundert drangen arabisch-maurische Heere bis ins obere Ebro-Tal vor. Um das Jahr 1100 wurde die Gegend von Alfons I. von Aragón zurückerobert (reconquista); er übergab sie dem Templerorden. Ende des 12. Jahrhunderts entstanden zwei bemerkenswerte romanische Kirchen, über deren Hintergrund jedoch nicht viel bekannt ist. Später kamen der Ort und sein Umland in die Hände des Hauses Luna.

## Sehenswürdigkeiten

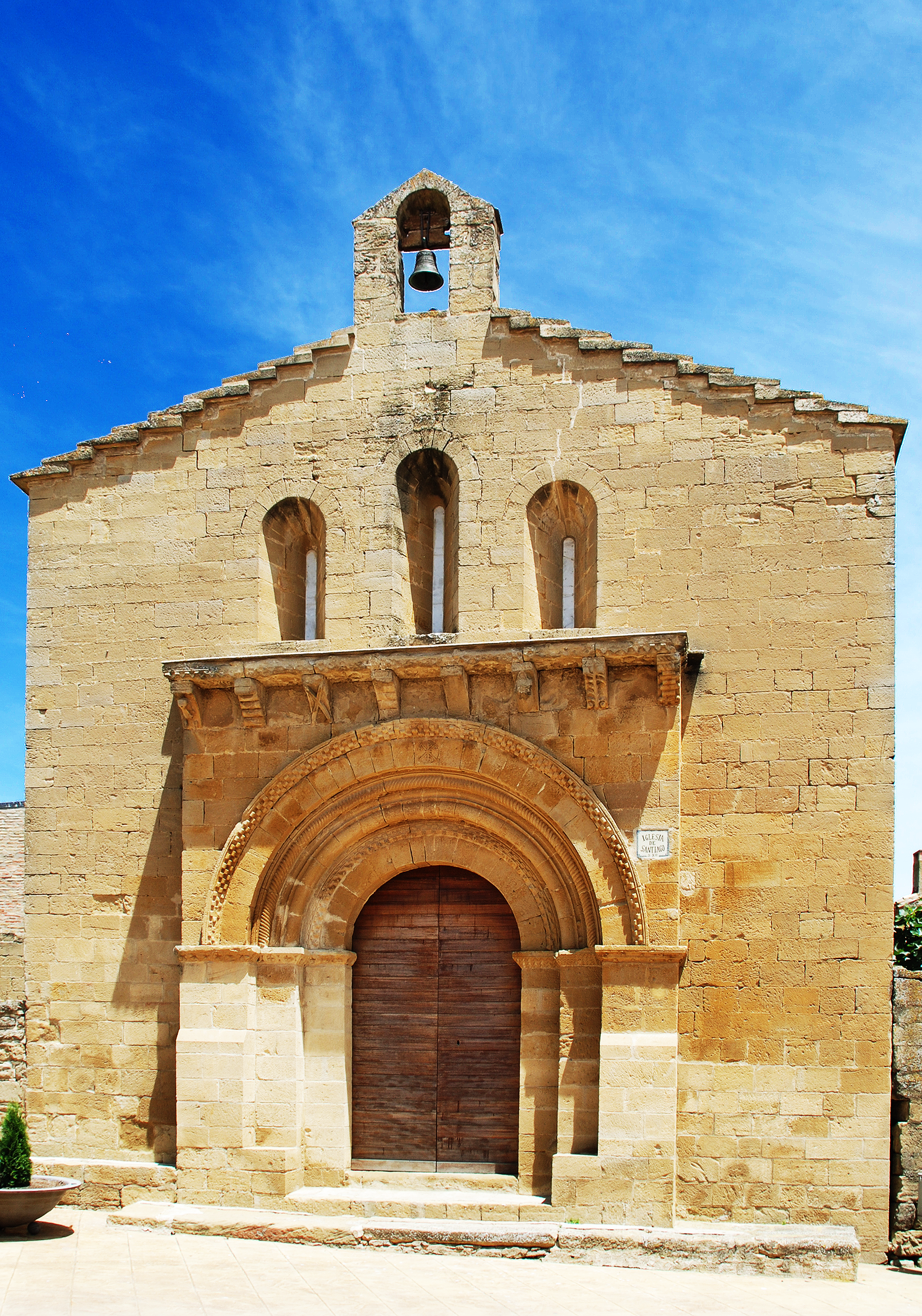
Luna – Iglesia de Santiago

- Der an der höchsten Stelle des Ortes erbaute Burgpalast (Castillo Palacio de los Luna) war der aragonesische Stammsitz des Hauses Luna. Der ältere, aus Bruchsteinen errichtete Ostturm stürzte im Jahr 1954 ein; der jüngere Westturm aus dem 14. Jahrhundert ist aufgrund seiner besseren Bauweise erhalten.[5][6]
- Die einschiffige romanische Iglesia de Santiago wurde um das Jahr 1200 errichtet. Markantester Bauteil ist die Westfassade mit ihrem leicht aus der Mauerwerksflucht hervortretenden Archivoltenportal und einem darüber befindlichen Konsolenfries; ein Dreifenstermotiv und ein einfacher Glockengiebel (espadaña) schließen die Fassade ab. Das kaum belichtete Innere zeigt ein Tonnengewölbe mit Gurtbögen. Unter der deutlich erhöhten Apsis befindet sich eine Krypta. Im 17./18. Jahrhundert wurden zwei Seitenkapellen angefügt.[7]
- Die Iglesia San Gil Abad beeindruckt durch ihr exakt gefügtes Mauerwerk; im Schlussstein des schlichten Portals befindet sich ein trinitarisches Chrismon. Das Innere der Kirche zeigt eine ausgesprochen reiche Wandgliederung mit Blendbögen. Das Kirchenschiff ist spitztonnengewölbt; die Apsis zeigt ein profiliertes Rippengewölbe.[8]

Umgebung
- Die Ruinen einer weiteren Burg (Castillo de Villaverde) befinden sich nördlich des Ortes.